# Linda Dallmann
Linda Dallmann (Dinslaken, 1994. szeptember 2. –) német válogatott női labdarúgó, aki jelenleg a Bayern München játékosa.

## Pályafutása

### Klubcsapatban
Az STV Hünxe, a PSV Wesel-Lackhausen, az FCR 2001 Duisburg és a Bayer 04 Leverkusen ifjúsági csapataiban nevelkedett. 2011. március 6-án debütált a Leverkusen csapatában a Turbine Potsdam elleni bajnoki mérkőzésen az élvonalban. A szezon végén elhagyta a klubot és az SGS Essen csapatába igazolt.
2011. augusztus 21-én mutatkozott be ruhr-vidéki együttesében az FFC Frankfurt ellen és kezdőként 55 percet töltött a pályán. Október 16-án megszerezte első gólját a Lokomotive Leipzig ellen. 2014. március 11-én újabb három szezonra írt alá az esseniekhez.
2019. március 9-én kétéves szerződést kötött a Bayern München csapatával. 2022 decemberében újabb négy évre szóló kontraktust írt alá a bajor együttessel.

### A válogatottban

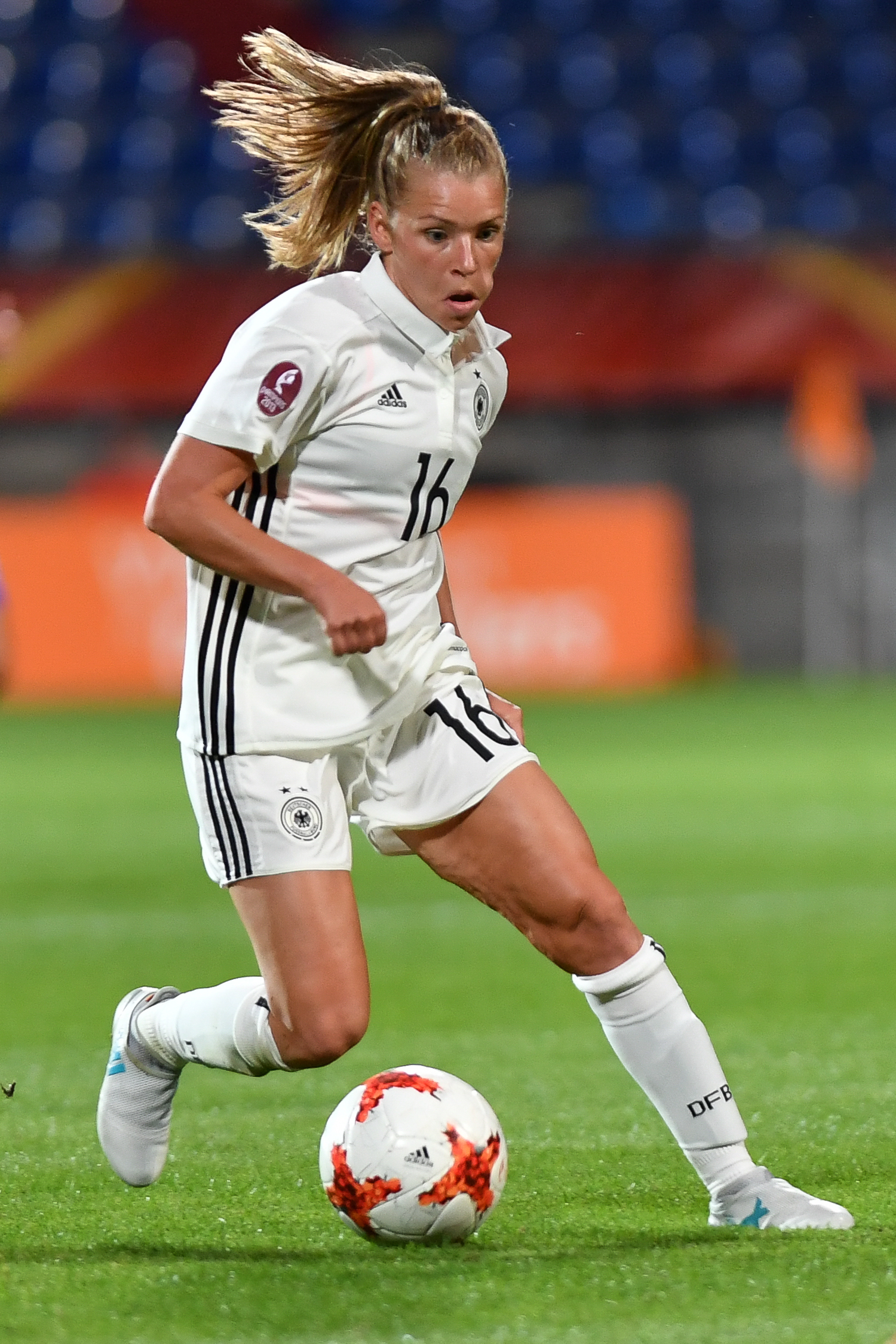
Dallmann a 2017-es Európa-bajnokságon.

Részt vett a 2011-es U17-es női labdarúgó-Európa-bajnokságon, ahol bronzérmesek lettek a válogatottal. A 2013-as U19-es női labdarúgó-Európa-bajnokságon két gólt szerzett, a 2014-es U20-as világbajnokságról pedig aranyéremmel térhetett haza.
A felnőtt válogatott tagjaként részt vett a Hollandiában megrendezett 2017-es Európa-bajnokságon, a 2022-es Európa-bajnokságon ezüstérmet szerzett hazája színeiben, és a  2019-es világbajnokságon résztvevő német válogatottnak is tagja volt.

## Sikerei, díjai

### Klubcsapatokban
Német bajnok (1):
- Bayern München (2): 2020–21, 2022–23

### A válogatottban
Németország
- Európa-bajnoki ezüstérmes (1): 2022
- U20-as világbajnok (1): 2014
- U17-es világbajnoki bronzérmes (1): 2012
- Algarve-kupa győztes (1): 2020